# Medaille zur Erinnerung an den Krieg 1870/71
Die Medaille zur Erinnerung an den Krieg 1870/71 wurde am 11. März 1871 von Herzog Ernst I. von Sachsen-Altenburg gestiftet und konnte an Personen vergeben werden, die ihn unmittelbar in den Krieg begleitet hatten.
Die bronzene Medaille zeigt auf der Vorderseite zwei verschlungene E (Ernst) und darüber die Herzogskrone. Rückseitig von einem Lorbeerkranz umschlossen die Jahreszahlen 1870 1871, die von einem waagrecht verzierten Strich unterbrochen sind.
Der Orden wurde an einem karmoisinroten Band auf der linken Brust getragen.